# 大叶蛇根草
大叶蛇根草（学名：Ophiorrhiza repandicalyx）是茜草科蛇根草属的植物，为中国的特有植物。分布于中国大陆的云南等地，生长于海拔1,100米的地区，见于沟谷林中，目前尚未由人工引种栽培。